# Benjamin Prades (rugby à XIII)
Pas d'image ? Cliquez ici

a Compétitions nationales et continentales officielles uniquement.

Benjamin Prades, né le 2 février 1943 à Barcelone (Espagne), est un joueur français de rugby à XIII évoluant au poste de centre ou d'arrière dans les années 1970.
Il joue au rugby à XIII au sein du club du XIII Catalan avec lequel il remporte le Championnat de France en 1969. Il rejoint par la suite le F.C. Lézignan.

## Palmarès
- Collectif :
  - Vainqueur du Championnat de France : 1969 (XIII Catalan).
  - Finaliste du Championnat de France : 1970 (XIII Catalan).
  - Finaliste de la Coupe de France : 1974 (Lézignan)[1].